# Strahov-Evangeliar

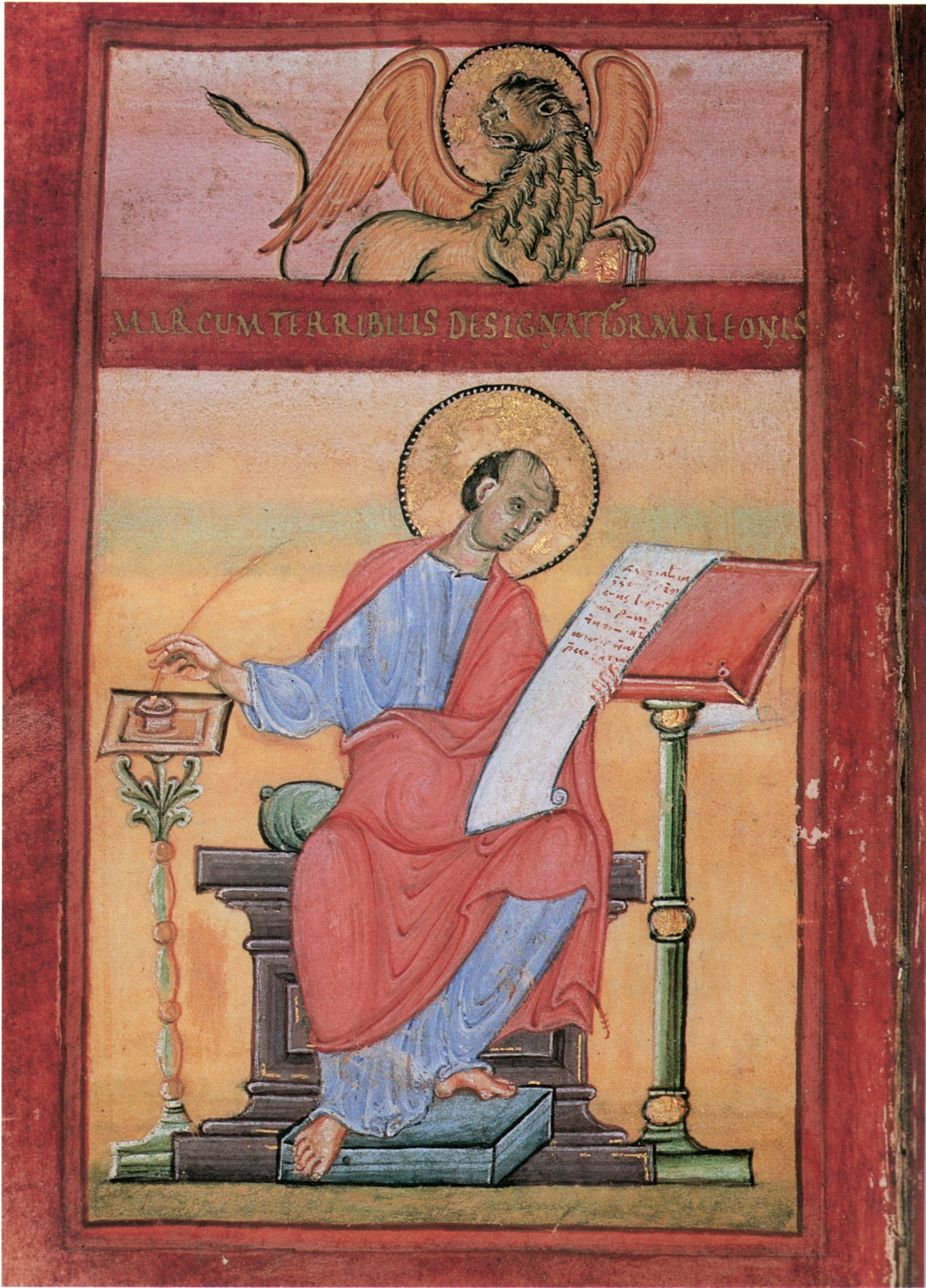
Strahov-Evangeliar: Evangelist Markus, fol. 69v

Das Strahov-Evangeliar (tschechisch Strahovský evangeliář) ist eine mittelalterliche Handschrift, die zu den Hauptwerken der Ottonischen Buchmalerei gezählt wird. Die Handschrift wird unter der Signatur Kloster Strahov, Ms. DF III 3 im Kloster Strahov in Prag aufbewahrt. Die kunsthistorische Bedeutung dieses Evangeliars macht der Buchschmuck aus, den es um 980 vom sogenannten Meister des Registrum Gregorii erhielt.

## Geschichte
Die Handschrift entstand im 9. Jahrhundert in Tours. Im 10. Jahrhundert befand sie sich, wie ein Besitzvermerk aus der Abtei St. Martin belegt, in Trier, wo der Meister des Registrum Gregorii hauptsächlich wirkte. Über das Kloster Steinfeld kam die Handschrift 1143 nach Strahov.

## Beschreibung

### Die Handschrift

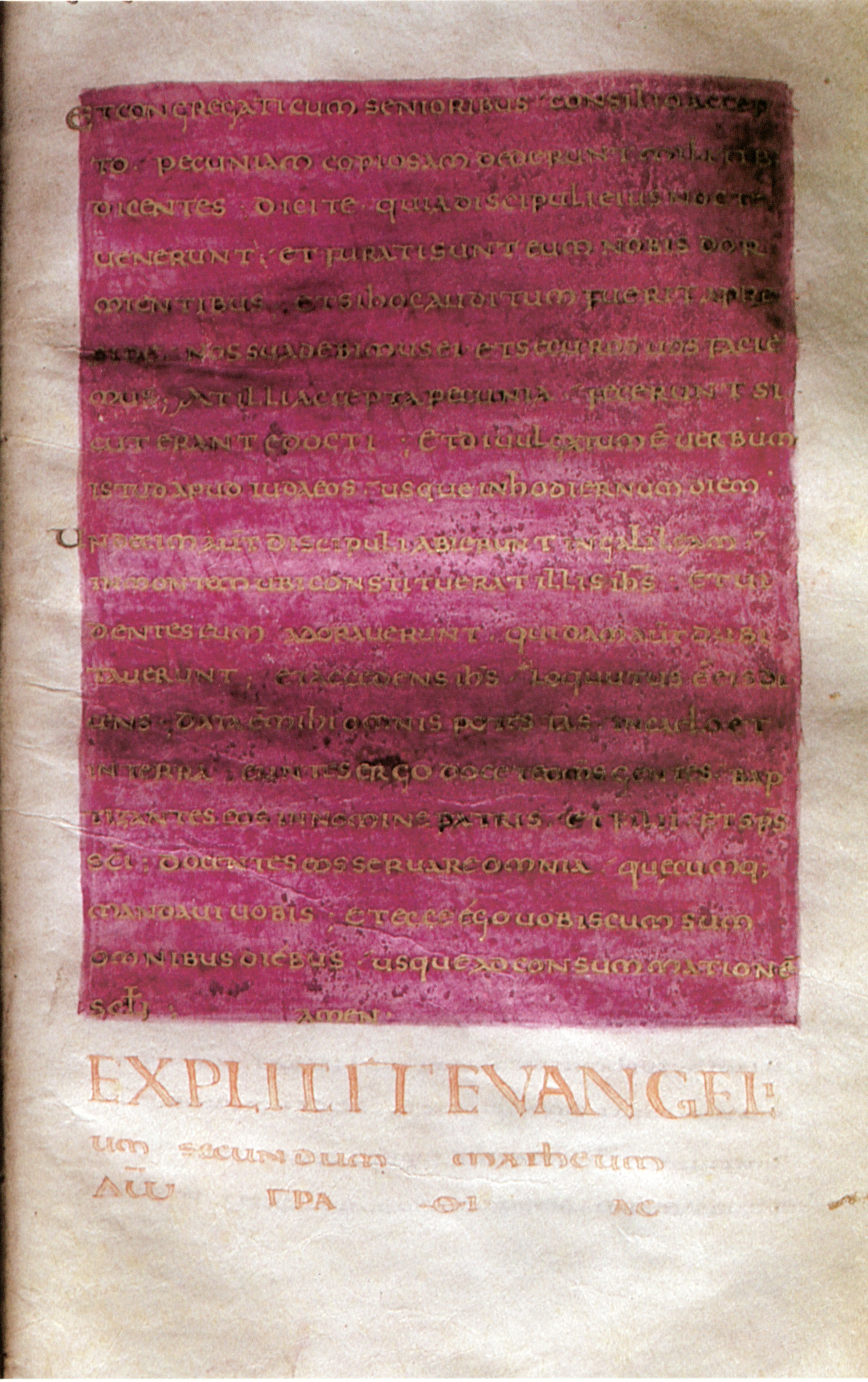
Strahov-Evangeliar: Purpurseite mit Explicit des Matthäusevangeliums, fol. 68r

Die Handschrift misst 26,7 × 16,9 cm, sie umfasst 222 Blatt Pergament. Sie ist in einen aus dem 17. Jahrhundert stammenden Einband aus rotem Samt gebunden, an dem ältere Teile wie gegossene, vergoldete Figuren angebracht worden sind. Der Text des Evangeliars ist in Unziale geschrieben und war ursprünglich nur mit Explicit- und Incipit-Titeln ausgestattet. Auf fol. 2r befindet sich der Besitzvermerk der Abtei St. Martin si quis eum abstulerit, anathematisatus sit („wenn einer es [das Buch] entwenden sollte, dann soll ihn das Anathem treffen“). Der Meister des Registrum Gregorii, ein unter Bischof Egbert arbeitender Buchmaler, überarbeitete die Handschrift, wobei er teilweise die vorhandene Schrift abschabte. Er vergoldete Initialen, Kapitelzahlen und heilige Namen und legte Purpurseiten an, die teilweise in Goldschrift geschrieben sind. Im Einzelnen ergänzte er auf fol. 4r die Worte Item Prologus in roter Capitalis rustica, fügte auf fol. 9r eine Incipit-Zierseite zum Matthäusevangelium hinzu, schrieb auf 65v vier Zeilen mit drei ganzen Sätzen neu, ergänzte fol. 68r in Unziale mit Gold und Purpurgrund, schuf auf 70r eine Incipit-Seite zum Markusevangelium, übermalte auf fol. 71v die erste Zeile mit Purpur und schrieb sie neu mit Goldtinte. Auf demselben Blatt schrieb er die folgende Zeile neu. Fol. 108r ist eine von ihm neugeschaffene Zierseite zum Lukasevangelium und fol. 108v die dazu passende Incipit-Seite. Auf fol. 109r überschrieb er die alte Zierschrift in goldener Unziale auf Purpurgrund. Die letzte Überarbeitung folgte auf fol. 177r mit den Worten, mit denen das Johannesevangelium beginnt: In principio erat verbum et; fast das gesamte Johannesevangelium blieb unverändert. Die hinzugefügten Titelseiten sind mit purpurnen und grünen Farbstreifen gestaltet und mit Goldschrift beschriftet. Die wichtigste Ergänzung des Meisters des Registrum Gregorii bildeten die vier Evangelistenbilder auf Purpurgrund (fol. 8v, 69v, 107v, 176v). Den Evangelistenbildern ist gemeinsam, dass das Bildfeld durch einen Querstreifen mit einer erläuternden Beischrift unterteilt ist, so dass Evangelist und Symbol in zwei getrennten Feldern stehen, sie knüpfen dabei an Vorbilder aus Tours an. Auch die in den Querbalken befindlichen Beischriften kommen bereits in touronischen Evangelistenbildern vor. Beim Strahov-Evangeliar stehen auf dem Matthäusbild zusätzlich zur Beschriftung des Querstreifens zwei weitere lateinische Inschriften, eine im Feld des Evangelisten und eine im Bereich seines Symbols.

### Die Evangelistenbilder

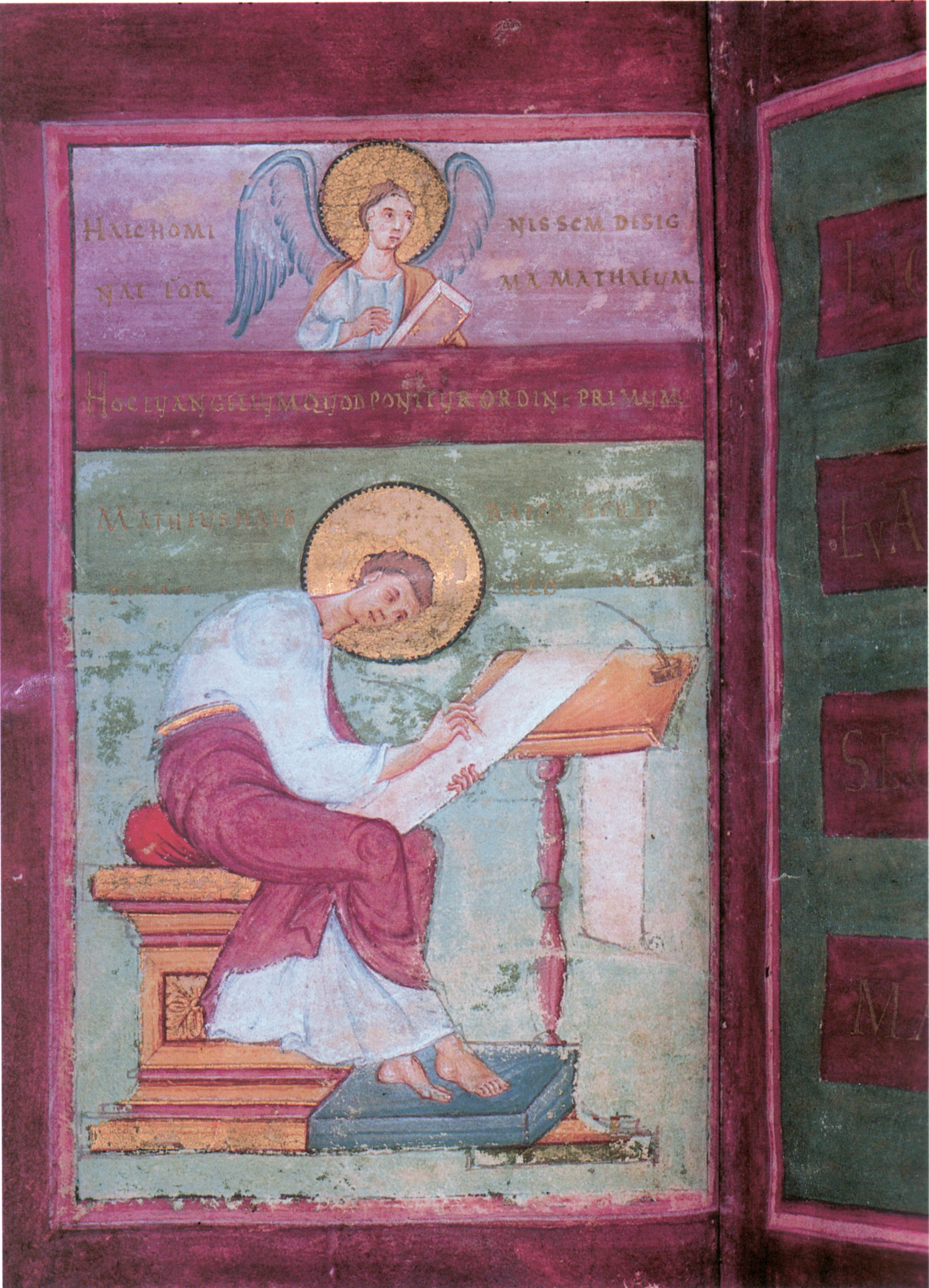
Evangelist Matthäus, fol. 8v

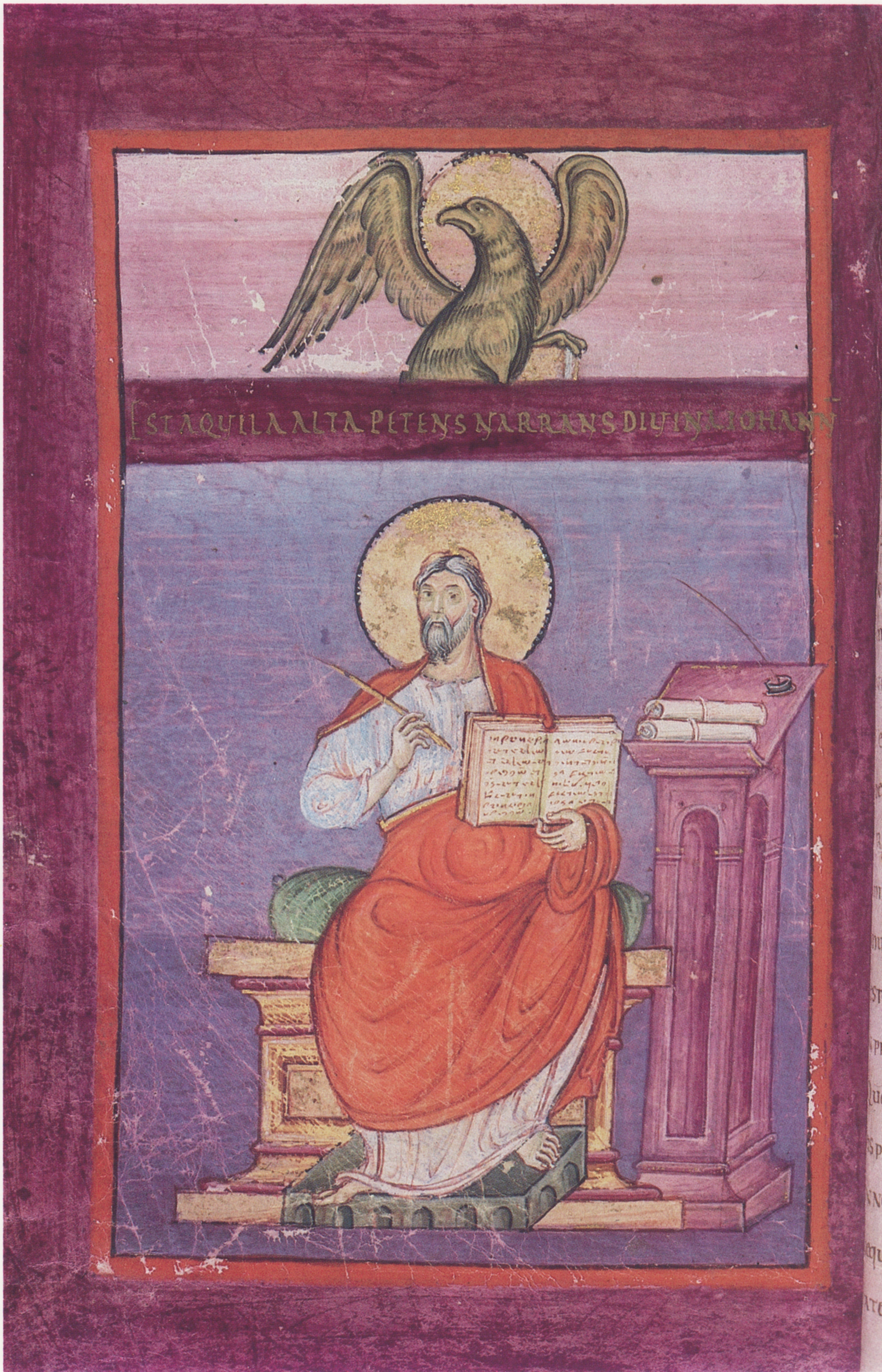
Evangelist Johannes, fol. 176v

Der Evangelist Matthäus sitzt mit gekrümmtem Rücken seitlich gewandt und anscheinend in Konzentration versunken auf einem Kastenthron, der wie Fußschemel und Schreibpult frei auf dem Hintergrund zu schweben scheint. Die Schreibfeder steckt noch im Tintenfass, während der Schreiber das Pergament mit einer Hand an sich herangezogen hat. Während bei den drei anderen Evangelisten die Nennung des Symbols auf dem Querstreifen steht, ist sie bei Matthäus im oberen Feld zu beiden Seiten des geflügelten Menschen angebracht: HAEC HOMINIS S[AN]C[TU]M DESIGNAT FORMA MATHAEUM („Die Gestalt des Menschen bezeichnet den heiligen Matthäus“). In dem purpurnen Querbalken zwischen geflügeltem Mensch und Evangelist steht in Goldschrift HOC EUANGELIUM QUOD PONITUR ORDINE PRIMUM („Dies ist das Evangelium, das in der Reihe an erster Stelle steht“). Neben dem Kopf des Evangelisten steht geschrieben: MATHEUS HAEBRAICO SCRIPTITAT ELOQUIO („Matthäus schreibt in hebräischer Sprache“). Sowohl die Evangelisten als auch ihre Symbole sind jeweils mit einem Heiligenschein dargestellt, jedes Symbol hat ein Buch bei sich.
Markus sitzt halb frontal auf einem Kastenthron, den Kopf zu dem links von ihm stehenden Schreibpult geneigt, von dem er mit der linken Hand eine Schriftrolle an sich heranzieht. Auf ihr befindet sich in einer für den Meister des Registrum Gregorii typischen Kurzschrift der Anfang des Markusevangeliums. Rechts vom Schreiber steht ein Pult mit Tintenfass, in das Markus die Feder taucht. Die Schrift unter dem Löwen lautet MARCUM TERRIBILIS DESIGNAT FORMA LEONIS („Den Markus bezeichnet die Gestalt eines furchterregenden Löwen“).
Lukas sitzt nach links gewendet auf einem Faltstuhl vor einem massiven Schreibpult, in das ein Fach für Schriftrollen integriert ist. Beide Füße ruhen auf dem Fußschemel. Lukas hält in der rechten Hand eine aufgerollte Schriftrolle, die linke stützt das Kinn des nachdenkenden Evangelisten, eine Haltung, die in der deutschen Buchmalerei äußerst selten zu finden ist. Unter dem Stier steht in dem Querbalken die Beischrift LUCAS AETHEREI SPECIEM TENET ORE IUUENCI („Lukas hat das Aussehen eines himmlischen Stiers“).
Der bärtige Johannes ist frontal dargestellt. Er sitzt auf einem gepolsterten Kastenthron, neben dem ein massives Schreibpult steht, auf dem sich zwei zusammengerollte Schriftrollen sowie das Tintenfass mit darin steckender Feder befinden. Sein Evangelium hält Johannes in Form eines gebundenen Codex in der linken Hand, wobei der Textanfang in der für den Gregormeister typischen Kurzschrift lesbar ist. In der rechten Hand hält Johannes eine Schreibfeder. Der Spruch im Querbalken zwischen dem Evangelisten und seinem Symbol lautet EST AQUILA ALTA PETENS NARRANS DIUINA IOHANNES („Johannes ist ein Adler, der in die Höhe strebt und himmlische Dinge berichtet“).

## Kunsthistorische Erkenntnisse

### Erkenntnisse zur Handschrift
Die Unzialhandschrift wurde ursprünglich in Tours im frühen 9. Jahrhundert geschrieben, Ulrich Kuder datiert sie um 860. Die Evangelistenbilder schrieb bereits Arthur Haseloff, der Entdecker des Meisters des Registrum Gregorii, diesem zu, obwohl er das Strahov-Evangeliar nur aus Abbildungen kannte. Die Überarbeitung kann um 980 datiert werden. Die Evangelistensymbole des Evangeliars weisen große Ähnlichkeiten zu denen am Andreas-Tragaltar Bischof Egberts auf. Das Strahov-Evangeliar zählt damit zu den frühen Werken des Meisters des Registrum Gregorii, denen auch das ihm seinen Notnamen gebende Gregorblatt und der thronende Kaiser in Chantilly angehören. Für das Strahov-Evangeliar entwickelte der Meister des Registrum Gregorii einen neuen Typus der Evangelistendarstellung, indem er die Evangelistensymbole und die Beischriften zufügte. Er knüpfte dabei an touronische Vorbilder an, die Plastizität der Figuren lässt den Einfluss spätantiker Vorbilder erkennen. Hartmut Hoffmann lobt die „natürliche Lebendigkeit“ der Tiergestalten.
Auch handwerkliche Aspekte sprechen dafür, das Strahov-Evangeliar früh im Schaffen des Meisters des Registrum Gregorii anzusetzen: Während es in der Buchmalerei üblich war, den Platz für die Darstellung beim Malen des Hintergrundes völlig auszusparen, ist im Strahov-Evangeliar die Darstellung nur teilweise ausgespart, so dass Teile auf den relativ dicken und dadurch beim Wenden der Seiten bruchgefährdeten Hintergrund gemalt wurden.

### Beziehungen zu anderen Handschriften
Von den Handschriften des Meisters des Registrum Gregorii stehen die Evangelistenbilder des Evangeliars der Sainte Chapelle dem Strahov-Evangeliar am nächsten, besonders bei den Evangelistensymbolen. Das Einzelblatt mit dem Evangelisten Markus des Predigerseminars St. Peter im Schwarzwald folgt exakt dem Bildtypus des Markus des Strahov-Evangeliars, allerdings ist strittig, ob das Blatt dem Meister des Registrum Gregorii selbst oder einem Schüler zuzuschreiben ist.
Der Bildaufbau des Strahov-Evangeliars findet sich vereinfacht auch bei einem Evangeliar aus St. Maximin, das unter der Signatur Ms. theol. lat. fol. 283 in der Staatsbibliothek Berlin aufbewahrt wird. Bei beiden Handschriften findet sich ein hochrechteckiges Bildfeld mit dem Evangelisten, das scharf gegen ein darüber befindliches querrechteckiges Bildfeld mit dem Evangelistensymbol abgegrenzt ist. Auch in der Haltung der Evangelisten griff der Maler des Berliner Evangeliars, der vermutlich ein Schüler des Gregormeisters war, auf das Vorbild des Strahov-Evangeliars zurück.
Eine weitere Handschrift mit Bezügen zum Strahov-Evangeliar befindet sich in der Biblioteca Medicea Laurenziana in Florenz (Acq e Doni 91). Diese im 12. Jahrhundert in Italien entstandene Handschrift weist vier Evangelistenbilder und ein Himmelfahrtsbild auf, die auf deutsche Vorbilder zurückgriffen. Die Evangelisten befinden sich in hochrechteckigen Feldern vor einfach farbig abgestuften Hintergründen unter querrechteckigen Feldern mit den Evangelistensymbolen, die als Nachahmung des Meisters des Registrum Gregorii zu erkennen sind. Bei den Evangelisten sind die Bildtypen variiert: Der Florentiner Matthäus entspricht in der Haltung dem Lukas aus dem Strahov-Evangeliar, der mit dem Schreibpult des Strahov-Matthäus kombiniert ist. Der Evangelist Markus des Florentiner Evangeliars übernimmt die Haltung des Matthäus aus Strahov, der allerdings auf einem Faltstuhl sitzt, der dem des Strahov-Lukas entspricht. Aufgrund dieser Variationen nahm Hoffmann an, dass die Vorlage der Florentiner Handschrift eine verlorene Handschrift des Gregormeisters war, in der dieser die Formensprache des Strahov-Evangeliars weiterentwickelt hatte.